# XXY
«XXY» — драма режисера Люсії Пуенсо про підлітка-гермафродита Алекс. Прем'єра відбулася 20 травня 2007 року на Каннському кінофестивалі.

## Сюжет
Алекс Кракен — п'ятнадцятирічний підліток з ознаками обох статей, що п'є ліки, щоб подавити свою чоловічу частину, але останнім часом сумнівається у правильності свого вибору. Після народження Алекс її батько вирішив не робити їй операції, щоб дати Алекс можливість самій обрати свою стать, коли вона (він) підросте. Щоб уникнути пересудів, родина їде з Буенос-Айреса до маленького села на березі моря в Уругваї. Життя Алекс різко змінюється з приїздом гостей, друзів матері Алекс, — шістнадцятирічного Альваро та його батьків. Між підлітками спалахують почуття, які перевертають життя їз обох.

## У ролях
- Рікардо Дарін — Кракен
- Валерія Бертучеллі — Сулі
- Херман Паласьйос — Раміро
- Кароліна Пельєрітті — Еріка
- Мартін Піроянський — Альваро
- Інес Ефрон — Алекс
- Гільєрмо Анхелельї — Хуан
- Сесар Тронкосо — Вашингтон
- Жан П'єр Регеррас — Естебан
- Айлін Салас — Роберта
- Лусьяно Нобіле — Вандо
- Лукас Ескатріс — Сауль

## Нагороди і номінації
Загалом стрічка отримала 20 нагород та 9 номінацій, зокрема:
- 2008 — премія Аргентинської асоціації кінокритиків: найкращий фільм, найкраща актриса та найкращий сценарій та ще 5 номінацій
- 2008 — премія «Гойя»: найкращий іноземний іспаномовний фільм
- 2008 — Міжнародний ЛГБТ-кінофестиваль у Сан-Франциско «Фреймлайн» : найкращий фільм
- 2007 — Каннський кінофестиваль: гран-прі тижня критиків та Grand Golden Rail